# رقیب میکی
رقیب میکی (به انگلیسی: Mickey's Rival) یک پویانمایی کوتاه از سری انیمیشن‌های میکی‌ماوس محصول سال ۱۹۳۶ است.
کارگردانی این اثر توسط ویلفرد جکسون و توسط والت دیزنی تهیه شده‌است. در این اثر شخصیت مورتیمر ماوس معرفی می‌شود.